# Muslimansko osvajanje na Indijskom potkontinentu
Muslimansko osvajanje na Indijskom potkontinentu odvijalo se uglavnom od 12. do 16. veka, mada ranija muslimanska osvajanja obuhvataju invazije u moderni Avganistan i Pakistan i Omejadske kampanje u Indiji, u vreme Radžputskih kraljevstava u 8. veku. Mahmud Gaznivi, prvi vladar koji je nosio titulu sultana i koji je očuvao ideološku vezu sa sizerenstvom Abasidskog kalifata, napao je i pljačkao ogromne delove Pundžaba u Gudžaratu, počevši od reke Ind, tokom 10. veka. 
Guridsko carstvo kojim su vladali Muhamed Guri i Abul-Fatіh Gori postavilo je temelje muslimanske vladavine u Indiji, nakon zauzimanja Lahora i preostalih Gaznavida. Godine 1206. je Baktijar Kaldži, čija je invazija prouzrokovala nestanak budizma iz Istočne Indije, predvodio muslimansko osvajanja Bengala, što predstavlja najistočniju ekspanziju islama u to vreme. Guridsko carstvo je ubrzo evoluiralo u Delhijski sultanat kojim je vladao Kutb al-din Ajbak, osnivač dinastije Mameluka. Uspostavljanjem Delhijskog sultanata, islam se proširio na većinu delova indijskog potkontinenta.
U 14. veku, dinastija Kaldži, pod Ala-Ud-Din Haldžijem, privremeno je proširila muslimansku vlast na jug do Gujarata, Radžastana i Dekana, dok je dinastija Tuglakida privremeno proširila svoj teritorijalni doseg do Tamil Nadua. Raspad Delhijskog sultanata doveo je do pojave nekoliko muslimanskih sultanata i dinastija širom indijskog potkontinenta, kao što su Gujaratski sultanat, Malvanski sultanat, Bahmanski sultanat i bogati Bengalski sultanat, glavna trgovinska država u svetu. U nekima od njih su usledila hinduistička ponovna osvajanja i otpor domaćih sila, te su nastale države kao što su Vidžajanagara, Gadžapati, Čero, Redi i Radžput.
Pre punog uspona Mogulskog carstva koje je osnovao Babur, jednog od barutnih carstava, koje je anektiralo skoro sve vladajuće elite čitave Južne Azije, Suridsko carstvo kojim je upravljao Šer Šah Suri osvojilo je velike teritorije u severnim delovima Indije. Akbar Veliki je postepeno proširio Mogulsko carstvo tako da je obuhvatalo skoro celu Južnu Aziju, dok je zenit postignut krajem 17. veka, kada je vladavina pod carem Aurangzebom osvedočila potpuno uspostavljanje islamskog šerijata kroz Fatavu Alamgiri.
Muguli su pretrpeli masovni pad u ranom 18. veku nakon invazije afšaridskog vladara Nader Šaha, neočekivanog napada koji je ponizio čak i Britansko carstvo. Ovo je pružilo mogućnosti moćnom kraljevstvu Majsur, Navabima Bengala i Muršidabada, Carstvu Marata, Carstvu Sika i Nizamima Hiderabada da uspostave kontrolu nad velikim regionima indijskog potkontinenta.

## Literatura
- al-Balādhurī (1924). The Origins of the Islamic State. Part II. Превод: Murgotten, Francis Clark. New York: Columbia University. OCLC 6396175.
- Blankinship, Khalid Y. (1994). The End of Jihad State. State University of New York Press. ISBN 0-7914-1827-8.
- Crawfoord, Peter (2013). The War of The Three Gods: Romans, Persians and The Rise of Islam. Pen & Sword Military Publication. ISBN 978-1-84884-612-8.
- Dashti, Naseer (2012). The Baloch and Balochistan. Trafford Publishing. ISBN 978-1-4669-5896-8.Шаблон:Self-published inline
- Durant, Will (1972). The Story of Civilization. Vol. I, Our Oriental Heritage. New York: Simon and Schuster. OCLC 898977606.
- Elliot, Henry Miers; Ed. John Dowson (1990).  Dowson, John, ур. The History of India, as Told by Its Own Historians. The Muhammadan Period. New Delhi. OCLC 356910. Непознати параметар |orig-date= игнорисан (помоћ)
- Elst, Koenraad (1992). Negationism in India: Concealing the Record of Islam. Voice of India. Архивирано из оригинала 14. 04. 2019. г. Приступљено 20. 10. 2019.
- Gautier, François (1996). Rewriting Indian History. New Delhi: Vikas Pub. House. ISBN 0-7069-9976-2.
- Goel, Sita Ram (1998). Hindu Temples: What Happened to Them. Vol. I. New Delhi: Voice of India. ISBN 81-85990-49-2. Архивирано из оригинала 6. 1. 2012. г.
- Goel, Sita Ram (1998). Hindu Temples: What Happened to Them. Vol. II. New Delhi: Voice of India. ISBN 81-85990-03-4. Архивирано из оригинала 11. 1. 2012. г.
- Goel, Sita Ram (1982). Story of Islamic Imperialism in India. Voice of India. Архивирано из оригинала 22. 12. 2011. г.
- El Harier, Idris; M'Baye, Ravene, ур. (2011). The Different Aspects of Islamic Culture (PDF). Volume Three: The Spread of Islam Throughout the World. UNESCO Publishing. ISBN 978-92-3-104153-2.
- Hitti, Philip K (1994). History of The Arabs 10th Edition. The MacMillan Press Ltd. ISBN 0-333-09871-4.
- Hoyland, Robert G. (2015). In Gods Path: The Arab Conquests and Creation of An Islamic Empire. Oxford University Press. ISBN 978-0-19-991636-8.
- Kennedy, Hugh (2001). The Armies of The Caliphs. Routledge. ISBN 0-415-25092-7.
- Kennedy, Hugh (2007). The Great Arab Conquests. Phoenix. ISBN 978-0-7538-2389-7.
- Kennedy, Hugh (2004). The Prophet and The Age of The Caliphates. Pearson Education Limited. ISBN 978-0-582-40525-7.
- Khushalani, Gobind (2006). Chachnama Retold: An Account of the Arab Conquests of Sindh. Promilla & Co. ISBN 81-85002-68-1.
- Litvinsky, B. A., ур. (2012). The History of Civilizations of Central Asia Vol III. UNESCO Publications. ISBN 978-92-3-103211-0.
- Lal, K. S. (1973). Growth of Muslim Population in Medieval India, A.D. 1000-1800. New Delhi: Voice of India. OCLC 732130.
- Lal, K. S. (1990). Indian Muslims: Who Are They. New Delhi: Voice of India. Архивирано из оригинала 22. 5. 2013. г.
- Lal, K. S. (1992). The Legacy of Muslim Rule in India. New Delhi: Voice of India. Архивирано из оригинала 4. 1. 2012. г.
- Majumdar, R. C., ур. (1960). The History and Culture of the Indian People. Vol. VI: The Delhi Sultanate. Mumbai: G. Allen & Unwin. OCLC 664485.
- Majumdar, R. C., ур. (1973). The History and Culture of the Indian People. Vol. VII: The Mughal Empire. Mumbai: G. Allen & Unwin. OCLC 664485.
- Misra, Ram Gopal (1983). Indian Resistance to Early Muslim Invaders, up to 1206 A.D. Meerut City: Anu Books. OCLC 11866350.
- Shourie, Arun (1999). Eminent Historians: Their Technology, Their Line, Their Fraud. New Delhi: HarperCollins Publishers. ISBN 8172233558.
- van der Veer, Peter (1994). Religious Nationalism: Hindus and Muslims in India. University of California Press. ISBN 978-0-520-08256-4.
- Wink, André (1996). Al-Hind: The Making of the Indo-Islamic Worlds Vol 1. E. J. Brill. ISBN 0-391-04173-8.
- Wynbrant, James (2012). A Brief History of Pakistan. University of Nebraska Press. ISBN 978-0-8160-6184-6.
- Овај чланак садржи материјал у јавном власништву Library of Congress Country Studies са веб-сајта http://lcweb2.loc.gov/frd/cs/. – India, Pakistan
- Pradhan, Kumar L. (2012), Thapa Politics in Nepal: With Special Reference to Bhim Sen Thapa, 1806–1839, New Delhi: Concept Publishing Company, ISBN 9788180698132
- Wright, Daniel (1877), History of Nepal, Cambridge University Press
- Whelpton, John (2005). A History of Nepal. Cambridge University Press. ISBN 0-521-80470-1.
- Hitchcock, John T (1978). „An Additional Perspective on the Nepali Caste System”.  Ур.: James F. Fisher. Himalayan Anthropology: The Indo-Tibetan Interface. Walter de Gruyter. ISBN 978-90-279-7700-7.
- Todd, James (1950). Annals and antiquities of Rajasthan. London: Routledge and Kegan Paul. ISBN 978-99933-43-62-2.
- D.R. Regmi (1961), Modern Nepal, Calcutta: Firma K.L. Mukhopadhyay
- Hamilton, Francis Buchanan (1819), An Account of the Kingdom of Nepal, and the Territories Annexed to this Dominion by the House of Gorkha, A Constable
- Rahul, Ram (1996). Royal Nepal: a political history. Vikas publishing house. ISBN 9788125900702.
- Pandey, Ram Niwas (1997). Making of Modern Nepal: A Study of History, Art, and Culture of the Principalities of Western Nepal. Nirala Publications. ISBN 9788185693378.